# Theophilus Ebenhaezer Dönges

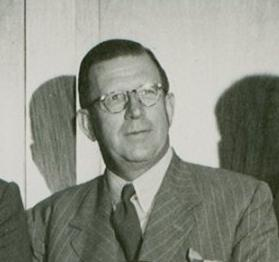
T.E. Dönges

Theophilus Ebenhaezer Dönges (ur. 8 marca 1898 w Klerksdorp, zm. 10 stycznia 1968 w Kapsztadzie) - polityk południowoafrykański.
Dönges był studentem uniwersytetów w Stellenbosch i Londynie. Pod koniec lat 20. powrócił do kraju i wstąpił do rządzącej wówczas Partii Narodowej. Po jej zwycięstwie wyborczym w 1948 roku wszedł do rządu Daniela F. Malana jako minister spraw wewnętrznych. Był aktywnym zwolennikiem polityki apartheidu, uznawany jest powszechnie za jednego z jej architektów. Po wyborach w 1961 został ministrem finansów w rządzie Hendrika F. Verwoerda. W czerwcu 1967 roku, po odejściu ze stanowiska prezydenta Charlesa R. Swarta Dönges został wybrany na ten urząd. Nie zdążył go jednak objąć ze względu na ciężki udar mózgu, przez który zapadł w śpiączkę. Zmarł w roku 1968, nie odzyskawszy przytomności. Jego stanowisko objął natychmiast (jako p.o. prezydenta) Jozua F. Naudé.